# شورای هماهنگی تشکل‌های صنفی فرهنگیان ایران
شورای هماهنگی تشکل‌های صنفی فرهنگیان ایران، مجمعی است از تشکل‌های صنفی معلمان و کارکنان وزارت آموزش و پرورش در سراسر کشور که در اساسنامه‌اش، خود را مجمعی صنفی، غیر سیاسی و غیرانتفاعی، معرفی کرده و هدف خود را ایجاد هماهنگی، انسجام و وحدت رویه در کلیه فعالیت‌های تشکل‌های صنفی فرهنگیان کشور بیان کرده‌است. این شورا علاوه بر مواضع صنفی، در زمینه بحران‌ها و برخی موضوعات اجتماعی نیز مواضعی اعلام کرده که در سال‌های گذشته در سیر تحولات اجتماعی و سیاسی، به ویژه در اعتراضات سراسری ۱۴۰۱، نقش مؤثری داشته‌است. این شورا عمده مواضع خود را از طریق بیانیه‌های منتشر شده در سایت خود یا شبکه‌های اجتماعی اعلام می‌کند.
مجمع عمومی، عالی‌ترین مرجع تصمیم‌گیری شورای هماهنگی و متشکل از نمایندگان معرفی شدهٔ تشکل‌های عضو است. ریاست دوره‌ای شورا در هر دوره به صورت چرخشی و بر عهده یکی از تشکل‌هاست.

## تاریخچه
برخی گزارش‌ها تشکیل و ثبت اولین تشکل‌های صنفی فرهنگیان را به سال ۱۳۷۷ و دور اول ریاست جمهوری محمد خاتمی مربوط می‌دانند. تا ۱۳۷۹، تعداد این تشکل‌ها به ۵ کانون صنفی رسید که در شهرهای اصفهان، خراسان، تهران، فارس و همدان موفق به برگزاری مجمع عمومی شده بودند و نمایندگانی را انتخاب کرده بودند. همگرایی و هماهنگی همین تشکل‌های اندک با یکدیگر باعث شد تا در روزهای پایانی سال ۱۳۸۰، شورای هماهنگی تشکل‌های صنفی فرهنگیان با حضور تشکل‌های پنج شهر تشکیل شود.
شورای هماهنگی تشکل‌های صنفی فرهنگیان ایران در دهه هشتاد خورشیدی مشارکت در انتشار مجله پیام سندیکا (نشریه هفتگی سندیکاهای کارگری) به مدیریت و سردبیری روبرت بروخیم کرد که انتشارِ این ماهنامه با دستگیری و بازداشتِ سردبیرش روبرت بروخیم ادامه داشت که پس از آن توقیف شد.
در فاصله سال‌های ۱۳۸۵ تا ۱۳۹۲ در دوره ریاست جمهوری محمود احمدی‌نژاد عمده فعالیت‌های شورای هماهنگی و تشکل‌های عضو آن تحت سرکوب شدید حاکمیت و نیروهای امنیتی قرار گرفت و فعالیت‌ها جنبه غیررسمی داشت.
پس از سال ۱۳۹۵، در دوره ریاست جمهوری حسن روحانی به‌شماری از کانون‌ها و تشکل‌های معلمان سراسر کشور اجازه برگزاری مجامع عمومی‌شان داده شد؛ اما وزارت کشور مجامع هیچ‌کدام از تشکل‌ها را تأیید نکرد. با این وجود دوره احیا و تلاش برای ازسرگیری فعالیت‌های تشکیلاتی شروع شد و از نیمه دوم دهه ۹۰ به بعد، کنش‌های میدانی و صنفی معلمان با شدت و پراکندگی بیشتری صورت گرفت. شورای هماهنگی با انتشار فراخوان‌های متعدد برای حمایت از کمپین‌ها، تحصن در مدارس و برگزاری تجمعات اعتراضی، معلمان را به کنش‌های اثربخش در پیگیری مطالبات تشویق می‌کرد.
اساسنامه شورای هماهنگی تشکل‌های صنفی فرهنگیان ایران آخرین بار در مهرماه سال ۱۳۹۸ و در گردهمایی تشکلهای صنفی فرهنگیان سراسر کشور در استان اصفهان و در مجمع عمومی فوق‌العاده، مورد تجدید نظر و تصویب قرارگرفت.
سال‌ها معلمان در رژیم گذشته و رژیم حال حاضر ایران به عنوان تریبون‌های رژیم عمل کرده‌اند و مسیر را برای سرکوب همه‌جانبه دانش‌آموزان منتقد هموار کرده‌اند 